# Hemioplisis maculata
Hemioplisis maculata là một loài bướm đêm trong họ Geometridae.